# Alentejo
L'Alentejo, letteralmente "Oltretago", è una regione del Portogallo, che comprende la totalità dei distretti di Portalegre, Évora e Beja, e parte del distretto di Setúbal. La parte di Ribatejo situata nella regione statistica dell'Alentejo si trova nel distretto di Santarém.

## Geografia fisica
La superficie è di 31.152 km² (33% del Portogallo continentale), la popolazione nel 2001 era di 766.339 abitanti (8% del Portogallo continentale). La regione dell'Alentejo propria (senza Lezíria do Tejo) ha 511.157 abitanti e 27.276 km².

### Confini
Confina con le regioni di Lisbona e Centro a nord, con la Spagna (Estremadura e Andalusia) a est, con l'Algarve a sud e con l'Oceano Atlantico a ovest.

## Geografia antropica

### Suddivisioni amministrative
Comprende 5 subregioni statistiche:
- Alentejo Centrale (Alentejo Central)
- Alentejo Litorale (Alentejo Litoral)
- Alto Alentejo (Alto Alentejo)
- Basso Alentejo (Baixo Alentejo)
- Lezíria do Tejo (A sud di Ribatejo)

L'Alentejo comprende 58 comuni (18,8% del totale nazionale).
Si noti che questa divisione non coincide con l'antica regione tradizionale dell'Alentejo, che non costituiva una provincia ma l'unione delle province dell'Alto Alentejo e del Basso Alentejo (Baixo Alentejo), la quale era leggermente più piccola dell'attuale, comprendendo solamente i distretti di Évora e Beja (integralmente), quasi tutto il distretto di Portalegre (escluso il comune di Ponte de Sôr, che faceva parte del Ribatejo) e la parte sud del distretto di Setúbal (i comuni di questo distretto che facevano parte dell'attuale Alentejo Litorale, ossia: Alcácer do Sal, Grândola, Santiago do Cacém e Sines).

## Storia
L'Alentejo era già abitato nel Neolitico, come testimoniano le numerose strutture megalitiche e i menhir. 
L'Alentejo ospita i più grandi menhir della penisola iberica (i menhir di Meada e Outeiro), oltre alla Pedra do Galo, un enorme masso alto circa 10 metri, e alla Rocha dos Namorados.
Anche i Romani si stabilirono qui e fondarono città come Évora, Elvas, Ammaia e Miróbriga, oltre a numerose proprietà rurali (villae rusticae). Nell'VIII e IX secolo arrivarono i Mori, di cui rimangono solo poche tracce; furono spinti successivamente verso sud durante la Reconquista nel XII secolo e completamente espulsi dal Portogallo con la conquista di Faro (1272). Dal 1580 al 1640, il Regno del Portogallo fu unito al Regno di Spagna in un'unione personale. Nel XIX e XX secolo, molti abitanti dell'Alentejo emigrarono o lavorarono come lavoratori ospiti in altri Paesi europei.